# تايلر كينت
تايلر كينت (بالإنجليزية: Tyler Kent)‏ هو دبلوماسي أمريكي، ولد في 24 مارس 1911 في منشوريا في الصين، وتوفي في 20 نوفمبر 1988 في تكساس في الولايات المتحدة.